# Спокойной ночи (Симпсоны)
«Споко́йной но́чи» (англ. Good Night) — первый из 48 короткометражных фильмов про семью Симпсонов, премьера которого состоялась 19 апреля 1987 года с выходом третьего эпизода «Шоу Трейси Ульман». Данная короткометражка стала первым появлением семьи Симпсонов (Гомера, Мардж, Барта, Лизы и Мэгги) на телеэкранах.
Мультфильм впоследствии был полностью показан в серии «The Simpsons 138th Episode Spectacular» седьмого сезона мультсериала, а также выпущен на DVD вместе с первым сезоном мультсериала.

## Сюжет
Гомер и Мардж укладывают своих детей спать. Барт спрашивает Гомера о том, что такое разум, на что отец советует ему «не брать это в голову». Мардж пожелала Лизе сладких снов и чтобы жук не укусил её, что сильно испугало дочь. Для Мэгги Мардж спела колыбельную Rock-a-bye Baby. В конце мультфильма испуганные дети прибежали спать к родителям.

## История создания
Мэтт Грейнинг придумал семью Симпсонов в офисе Джеймса Брукса. Грейнинга пригласили на презентацию идей для серии анимационных короткометражек, где он намеревался представить свой комикс «Жизнь в аду». Когда он понял, что для анимации этого комикса ему придется отказаться от авторских прав на него, Грейнинг решил поступить иначе. Он быстро набросал на бумаге дисфункциональную семью и назвал персонажей в честь членов собственной семьи. Барт Симпсон был создан по образцу старшего брата Грейнинга — Марка —, но получил другое имя, являвшееся анаграммой слова «brat».
Сценарий и раскадровка серии были разработаны лично Грейнингом. Создание эпизода, получившего производственный номер MG01, началась на студии Klasky Csupo 23 марта 1987 года. Аниматорами выступили Вэс Арчер, Дэвид Силверман и Билл Копп. Грейнинг думал, что они исправят и подкорректируют его плохо нарисованные наброски семьи, но вместо этого аниматоры лишь скопировали его изначальные зарисовки. Мультфильм состоит из четырёх сегментов, длительность которых составляет 24, 15, 33 и 33 секунды.

## Озвучивание
| Актёр            | Роль                  |
| ---------------- | --------------------- |
| Дэн Кастелланета | Гомер Симпсон         |
| Джулия Кавнер    | Мардж Симпсон         |
| Нэнси Картрайт   | Барт и Мэгги Симпсоны |
| Ярдли Смит       | Лиза Симпсон          |